# سایه من
سایه من (به هندی: Mera Saaya) و (به انگلیسی: My Shadow) فیلمی هندی محصول سال ۱۹۶۶ و به کارگردانی راج کوسلا است. در این فیلم بازیگرانی همچون سادهانا شیوداسانی، سونیل دات، کی.ان. سینگ و پریم چوپرا ایفای نقش کرده‌اند.